# Ljudska univerza Litija
Ljudska univerza Litija je ljudska univerza s sedežem na Trgu na Stavbah 8 (Litija).